# Leucobryum glaucum
Espèce
Synonymes
- Dicranum glaucum Hedw.[1] [2]
- Glaucodipsis frigida K.F. Schimp.[1]

Leucobryum glaucum est une espèce de plantes bryophytes, commune dans les forêts acidiphiles. Elle est utilisée comme mousse décorative.

## Description
Cette mousse forme d'épais coussinets, bombés et circulaires. Le dessus est vert clair ou blanchâtre, le dessous est plutôt brun pâle. La tige de 1 à 12 cm porte des feuilles très serrées les unes contre les autres, minuscules (de 3 à 9 mm de longueur), pointues à leur extrémité. Le fruit est une capsule, difficile à observer, porté sur de longues soies au bout des tiges.

## Synonyme
mousse boule

## Habitat et distribution
On rencontre cette mousse dans les forêts acidiphiles septentrionales d'Amérique du Nord et d'Europe, particulièrement dans les zones de terre de bruyère et les forêts de conifères, ainsi que dans les prés humides du nord de l'Europe centrale et de l'Europe de l'Est.

## Liste des variétés et sous-espèces
Selon The Plant List (14 avril 2019) :
- variété Leucobryum glaucum var. albidum (Brid. ex P. Beauv.) Cardot

Selon Tropicos (14 avril 2019) (Attention liste brute contenant possiblement des synonymes) :
- sous-espèce Leucobryum glaucum subsp. albidum (Brid. ex P. Beauv.) Dixon
- variété Leucobryum glaucum var. albidum (Brid. ex P. Beauv.) Cardot
- variété Leucobryum glaucum var. minus Sande Lac.
- variété Leucobryum glaucum var. orthophyllum Warnst.
- variété Leucobryum glaucum var. pulcherrimum L.I. Savicz
- variété Leucobryum glaucum var. rupestre Breidl.
- variété Leucobryum glaucum var. subsecundum Warnst.